# Nonoava
Nonoava è una municipalità dello stato di Chihuahua, nel Messico settentrionale, il cui capoluogo è la località omonima.
Conta 2.849 abitanti (2010) e ha una estensione di 2.004,83 km².  	
Il significato del nome del paese in lingua tarahumara è luogo delle spighe.